# Chanzy (croiseur cuirassé)
Le Chanzy est un croiseur cuirassé de 2e classe, de classe Amiral Charner dérivé du Dupuy de Lôme. 

Après s'être échoué en Indochine et avoir refusé l'aide de la canonnière allemande SMS Luchs, et ne pouvant être renfloué, il coule le 30 mai 1907.